# قورباغه آبوتی
قورباغه آبوتی (نام علمی: Leptobrachium abbotti) نام یک گونه از سرده قورباغه‌های بادپای شرقی است.